# Gordana (Vorname)
Gordana [Aussprache 'gɔʁˌdana] ist ein serbischer, kroatischer, mazedonischer weiblicher Vorname. Kyrillische Schreibweise (Serbien): Гордана. Im Slawischen wird der Name auf der 1. Silbe betont.

## Bedeutung
Der Name ist abgeleitet von gord (alt-südslawisch = stolz, würdevoll) und bedeutet etwa die Stolze oder stolze Anna (Ana = Form von Anna). Der Name wurde popularisiert durch den Roman Gordana der kroatischen Schriftstellerin Marija Jurić Zagorka von 1935. Die männliche Form ist Gordan.

## Namensträgerinnen
- Gordana Mihailova Bošnakoska (* 1940), mazedonische Dichterin
- Gordana Čeko Zeitz (1944–2022), kroatische Schauspielerin
- Gordana Kuić (1942–2023), serbische Schriftstellerin
- Gordana Mitrović (* 1996), deutsch-serbische Handballspielerin
- Gordana Naceva (* 1970), nordmazedonische Handballfunktionärin und ehemalige Handballtorfrau
- Gordana Perkučin (* 1962), jugoslawische Tischtennisspielerin
- Gordana „Goga“ Sekulić (* 1977), populäre Turbo-Folk-Sängerin
- Gordana Siljanovska-Davkova (* 1953), Präsidentin von Nordmazedonien
- Gordana Tržan (* 1974), Künstlername: Goca Tržan, serbische Pop-Sängerin
- Gordana Vunjak-Novaković (* 1948), serbisch-US-amerikanische biomedizinische Ingenieurin